# E3 Prijs Harelbeke 1974
L'E3 Prijs Harelbeke 1974, diciassettesima edizione della corsa, si svolse il 23 marzo su un percorso con partenza ed arrivo a Harelbeke. Fu vinta dal belga Herman Van Springel della squadra M.I.C.-Ludo-De Gribaldy davanti ai connazionali Freddy Maertens e Frans Verbeeck.

## Ordine d'arrivo (Top 10)
| Pos. | Corridore           | Squadra                        | Tempo    |
| ---- | ------------------- | ------------------------------ | -------- |
| 1    | Herman Van Springel | M.I.C.-Ludo-De Gribaldy        | 5h31'00" |
| 2    | Freddy Maertens     | Carpenter-Confortluxe-Flandria | a 8"     |
| 3    | Frans Verbeeck      | Watney-Maes Pils               | s.t.     |
| 4    | Walter Godefroot    | Carpenter-Confortluxe-Flandria | s.t.     |
| 5    | Eddy Peelman        | Bic                            | s.t.     |
| 6    | Gerben Karstens     | Bic                            | s.t.     |
| 7    | Frans Van Looy      | Carpenter-Confortluxe-Flandria | s.t.     |
| 8    | Eric Leman          | M.I.C.-Ludo-De Gribaldy        | s.t.     |
| 9    | Marc Demeyer        | Carpenter-Confortluxe-Flandria | s.t.     |
| 10   | Marc Lievens        | Molteni                        | s.t.     |